# Vladimír Šacha
Vladimír Šacha (11. července 1903 Žďár nad Sázavou – 6. července 1986 Žďár nad Sázavou) byl moravský učitel, spisovatel, básník a dramatik.

## Život
Narodil se ve Žďáru nad Sázavou, v rodině Josefa Šacha (1872) a Marie roz. Pliczkové (1872–1937). Jeho sourozenci byli: Aloisie Mokrá (1895) a Josef (1897).[zdroj⁠?!]
Ve Žďáru n. S. v letech 1909–1918 navštěvoval obecnou a měšťanskou školu. Poté absolvoval studium na učitelském ústavu v Brně, kde 14. července 1922 maturoval. Už jako student vstoupil 6. června 1922 do Komunistické strany Československa. Po maturitě nastoupil na první učitelské místo v Rovném (1922–1923), poté byl ustanoven správcem jednotřídní školy v Bohuňově u Bystřice nad Pernštejnem (1923–1924), následně působil na škole v Ostrově nad Oslavou (1924–1926), ve Věchnově (1926), Vítochově a v letech 1927–1940 pracoval jako ředitel školy ve Skleném. V roce 1940 odešel vyučovat do rodného Žďáru.
Po okupaci jej zatkli 15. ledna 1941 čeští četníci a předali jej gestapu, které ho jako komunistu odvleklo do koncentračního tábora Dachau, odkud se s podlomeným zdravím vrátil až 23. května 1945. Ihned po svém návratu se zapojil do veřejné, pedagogické a publikační práce. V letech 1948 až 1965 pracoval jako okresní školní inspektor. V roce 1968 byla proti němu vedena antikomunistická kampaň, mezi jejímiž projevy bylo mj. osobní fyzické napadání (i házení kameny) či malování šibenice na brance jeho domku.[zdroj?]

### Tvorba
Svoji literární tvorbu zahájil již v době svých studií. Publikoval v Rovnosti, Pravdě, Rudém právu, Rozsévačkách a jiných tiskovinách. Tato široká publicistická činnost přivedla Šachu k osobnímu přátelství například s Ivanem Olbrachtem či novinářkou Jožkou Jabůrkovou (později zavražděnou nacisty).
Těžiště Šachovy tvorby spočívá v poezii a próze. Přesto jeho prvními vydanými díly byly divadelní hry Čertovská historie (hra pro děti, 1929), Poslední bitva (1930) a Dětská tragédie (1930).
První básnická sbírka nazvaná Sbohem, živote (1934) obsahovala intimní lyrickou poezii.
V roce 1936 byla vydána jeho cestopisná kniha z putování po Jugoslávii, Albánii a Řecku nazvaná Po stopách snů, v níž využil nejen své cestopisné poznámky, ale zachytil také sociální motivy a problémy, s nimiž byl na své cestě konfrontován.
Následovaly básnické sbírky Zlatý disk (1938) a Na okoralých rtech (1940), psaná pod vlivem úmrtí milované matky.
V letech 1941 až 1945 byla jeho literární činnost násilně přerušena vězněním v koncentračních táborech. Po návratu z tábora Dachau napsal knihu vzpomínek na nacistickou perzekuci a své spoluvězně z Jihlavy, Brna, Vratislavi a dalších německých věznic nazvanou V zahradě muk (1946).
V knize bájí a pověstí ze Žďárska pod titulem U vyhaslých milířů (1954) zachytil v poslední chvíli mizející pověsti místní oblasti. Mezi nimi je i několik jedinečných vyprávění starých obyvatel o známém žďárském „upírovi“ Ulrichovi. Historicko-dokumentačně cenná je dvoudílná kniha Večery se soudruhy (1954, 1976), v níž soustředil vzpomínky předních dělnických a komunistických aktivistů ze Žďárska z období První republiky a nacistické okupace.
V následující době autor publikoval zejména v novinách a časopisech, přičemž nelze opomenout ani jeho rozsáhlou pedagogickou publikační práci.

## Dílo
- Čertovská historie: hra žďárských dětí – Praha: Komunistické nakladatelství, 1929
- Na shledanou, živote! – úvodní kresba od Rudy Puchýře. Vyškov: František Obzina, 1934
- Po stopách snů: (Jugoslávie, Albánie, Řecko) – s linorytem Aloise Lukáška. Brno: Joža Jícha, 1936
- Zlatý disk: básně – Olomouc: Index, 1938
- Na okoralých rtech: básně – Praha: Václav Petr, 1940
- V zahradě muk – Brno: Klub Kounicových kolejí, 1946
- Tři mladí prozaikové – [Pod jeřáby – Vladimír Šacha. Mládí oněch let – Vlastimil Kovařík. Povídky z vesnice – Milena Kolmanová]. Praha: Klub socialistické kultury, 1947?
- U vyhaslých milířů: báje a pověsti ze Žďárska – ilustroval Josef Kosinka. Havlíčkův Brod: Krajské nakladatelství, 1954
- Večery se soudruhy. Část 1 – Havlíčkův Brod: Krajské nakladatelství, 1958
- O pracujícím lidu Žďárska a jeho revoluční straně: sborník k 45. výročí založení KSČ – Žďár n. S.: OV KSČ, 1966
- Večery se soudruhy. Část 2 – úvod Karel Blažek. Brno: Blok, 1976
- 100 let 1. základní devítileté školy ve Žďáře nad Sázavou – sestavil podle archivních výpisků Vlad. Kalase a Boh. Sádeckého. Žďár n. S.: MNV, 1976